# Deadname
Een deadname (Engels, letterlijk vertaald als dode naam) is de (voor)naam die iemand bij geboorte meekreeg, of de naam die iemand vroeger gebruikte, vooraleer de naam bewust veranderd werd door die persoon in een nieuw gekozen naam. De term 'deadname' wordt meestal gebruikt in een transgendercontext; volgens het Van Dale Groot woordenboek van de Nederlandse taal (de 'Dikke Van Dale') gaat het om de naam "die een trans of non-binair persoon bij de geboorte heeft gekregen en niet meer gebruikt".
Iemand 'deadnamen' (volgens de 'Dikke Van Dale': "een trans of non-binair persoon aanspreken met de deadname") kan als kwetsend en beledigend beschouwd worden. In bepaalde gevallen is iemand moedwillig bij de oude (of dode) naam noemen, wetende dat de drager van de naam voor een nieuwe naam koos, een vorm van intimidatie. Iemand 'deadnamen' gaat vaak gepaard met het 'misgenderen' van dezelfde persoon. Dan wordt niet alleen moedwillig de oude naam gebruikt, maar ook een ander gender dan het gender waar diegene zich mee identificeert.
Internet Movie Database (IMDb) stopte in 2019 na protest van LGBTQ+-groepen met het beleid om de oude naam van filmmakers en acteurs te blijven vermelden. Onder andere Laverne Cox had zich uitgesproken tegen het oude beleid van IMDb. In december 2020 verwijderde streamingdienst Netflix de oude naam van Elliot Page.
Deadnamen en misgenderen kan politieonderzoek in moordzaken flink vertragen, bleek uit onderzoek door de Amerikaanse onderzoeksjournalistieke platforms Vox en ProPublica.
Deadnamen wordt gezien als een vorm van transfobie.